# 다카하기 요지로
다카하기 요지로(일본어: 髙萩 洋次郎, 1986년 8월 2일 ~ )는 일본의 축구 선수로 포지션은 미드필더이다. 현재 FC 도쿄에서 J2리그의 도치기 SC로 임대되어 활약하고 있다.

## 클럽 경력
2002년 산프레체 히로시마의 유소년 팀에 입단하였다. 2003년 4월 5일 16세의 나이로 쇼난 벨마레와의 경기에 출전하며 산프레체 히로시마 팀 역사상 최연소 프로 경기 출전 선수가 되었다. 같은 해 11월에는 팀과 프로 계약을 체결하며 클럽 최초로 고등학생 프로 계약 선수가 되었다. 하지만 이후 부상과 이로 인한 컨디션 난조가 겹쳐 출전 기회를 잡지 못하다가 2006년 에히메 FC로 임대 이적하였다. 에히메에서 주전으로 활약하며 44경기에 나서 3골을 기록하였다.
2008년 팀의 주전 선수들이 부상으로 전력에서 이탈한 후 공격형 미드필더 자리에서 주전으로 활약하기 시작하였다. 2012년에는 리그에서 2골 12도움을 기록하며 나카무라 겐고에 이어 도움 랭킹 2위를 차지하였고 시즌 베스트 11에 선정되었다. 2013년엔 등번호 10번을 배정받았다.
2015년 1월 14일 2014 ACL 우승팀 웨스턴 시드니로 이적하였고 2015년 2월 25일 열린 가시마 앤틀러스와의 2015 ACL경기에서 1골 1도움을 기록하며 경기 MVP로 선정되었다. 같은 해 6월 6일 웨스턴 시드니의 재계약 제안을 거절하고 퇴단이 발표되었다.
2015년 6월 16일 FC 서울 입단이 공식 발표되었다. 같은 해 7월 25일 인천 유나이티드와의 경기에서 리그 데뷔전을 치렀고, 8월 19일 부산 아이파크전에서 데뷔골을 기록하였다. 2015년 인천 유나이티드를 상대로한 FA컵 결승전에서 전반 32분 중거리슛으로 선제골을 성공시켰다. 이 경기에서 소속팀 서울은 3-1승리를 거두게 되었고, 다카하기 요지로는 대회 MVP를 수상했다.
2017시즌을 앞두고 FC 도쿄의 하대성과 트레이드 되면서 J리그에 복귀했다.

## 국가대표팀 경력
그는 2006년 아시안 게임에 참가할 일본 U-23 국가대표팀에 발탁되었다.
2013년 동아시안컵에 출전하는 일본 대표팀 명단에 이름을 올렸고 중국과의 경기에서 A매치 데뷔전을 치렀다.
2015년 3월 발표된 바히드 할릴호지치 감독의 일본 대표팀 감독 부임 후 첫 대표팀 명단에 예비 선수로 이름을 올렸다. 2017년 EAFF E-1 풋볼 챔피언십에도 출전했다. 그는 2017년까지 국제 A매치 통산 3경기에 출전했다.

## 통계
| 일본 | 일본 | 일본 |
| 연도 | 출전 | 득점 |
| ---- | ---- | ---- |
| 2013 | 2    | 0    |
| 2014 | 0    | 0    |
| 2015 | 0    | 0    |
| 2016 | 0    | 0    |
| 2017 | 1    | 0    |
| 통산 | 3    | 0    |

## 수상 내역

### 클럽

#### 산프레체 히로시마
- J리그 디비전 1

● 우승 2회: 2012, 2013
- J리그 디비전 2

● 우승 1회: 2008
- 일본 슈퍼컵

● 우승 2회: 2008, 2013

#### FC 서울
- K리그 클래식

● 우승 1회: 2016
- 대한민국 FA컵

● 우승 1회: 2015
● 준우승 1회: 2016
- AFC 챔피언스리그

● 3위 1회: 2016

### 국가대표팀

#### 일본 축구 국가대표팀
- EAFF 동아시안컵

● 우승 1회: 2013

### 개인

#### 산프레체 히로시마
- J리그컵 뉴히어로상 (1) : 2010
- J리그 베스트 11 (1) : 2012

#### FC 서울
- 2015 FA컵 MVP

## 참고 자료
- 다카하기 인터뷰 - 日 축구 선수와 韓 작사가의 러브스토리…다카하기, 문리나＆하루